# Carlo Airoldi
Carlo Airoldi (Origgio, 21 settembre 1869 – Milano, 10 giugno 1929) è stato un maratoneta italiano.
Podista e maratoneta, nel 1896 si recò a piedi da Milano ad Atene per partecipare alla gara di maratona dei primi giochi olimpici, ma la sua iscrizione non venne accettata in quanto accusato di professionismo.

## Biografia

### Gli inizi

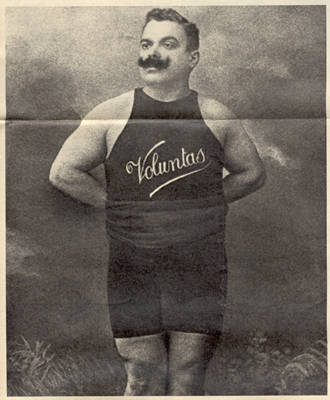
Carlo Airoldi

Carlo Airoldi nacque nel 1869 alla Cascina Broggio, a Origgio, da una famiglia contadina. I suoi genitori si chiamavano Luigi Airoldi e Annunciata Borroni.
Incominciò a partecipare a gare nel territorio di Varese (la prima documentata si tenne a Gorla nel 1891) per poi arrivare a gare nazionali e internazionali dove si batté con il suo maggiore rivale del tempo, il marsigliese Louis Ortègue. Nel 1892 trionfò nella Lecco-Milano; vinse in seguito la Milano-Torino.
Divenne ben presto famoso come uno dei migliori fondisti della sua epoca. Il suo grande successo fu la vittoria alla Milano-Barcellona nel settembre 1895, una gara di marcia in dodici tappe per complessivi 1.050 chilometri. Airoldi dovette faticare molto per trovare i soldi per raggiungere Torino in modo da partecipare alla gara, ma alla fine riuscì a essere tra i 30 partecipanti. Durante la corsa Airoldi incontrò difficoltà: al 10º giorno di corsa infatti gli si gonfiarono i piedi, ma riuscì comunque ad arrivare all'ultima tappa primo, a pari merito con il marsigliese Ortègue.
Nell'ultima tappa della corsa, quella che avrebbe deciso il vincitore della competizione, quando era a un chilometro circa dal traguardo, riuscì a superare un Ortègue ormai stremato, ma a pochi metri dal traguardo, voltandosi indietro per vedere quanti metri di distacco avesse dal francese, vide il marsigliese a terra; tornò pertanto indietro, caricò sulle sue spalle il suo avversario e tagliò per primo il traguardo urlando alla giuria «Io sono primo: l'avversario è con me, ed è secondo!». Tale vittoria gli fruttò la cifra di circa duemila peseta.
Nel novembre 1895 sfidò Buffalo Bill, che in quei giorni era in Italia, a una gara di 500 chilometri: Airoldi sarebbe andato a piedi mentre Buffalo Bill a cavallo. Tuttavia Buffalo Bill rifiutò perché pretendeva di avere a disposizione due cavalli.
Airoldi, oltre a essere un corridore, praticava altri sport a livello amatoriale come la lotta e il sollevamento pesi, che lo aiutavano finanziariamente. Era inoltre operaio di un'importante fabbrica di cioccolato.

### La I Olimpiade

#### Il viaggio a piedi

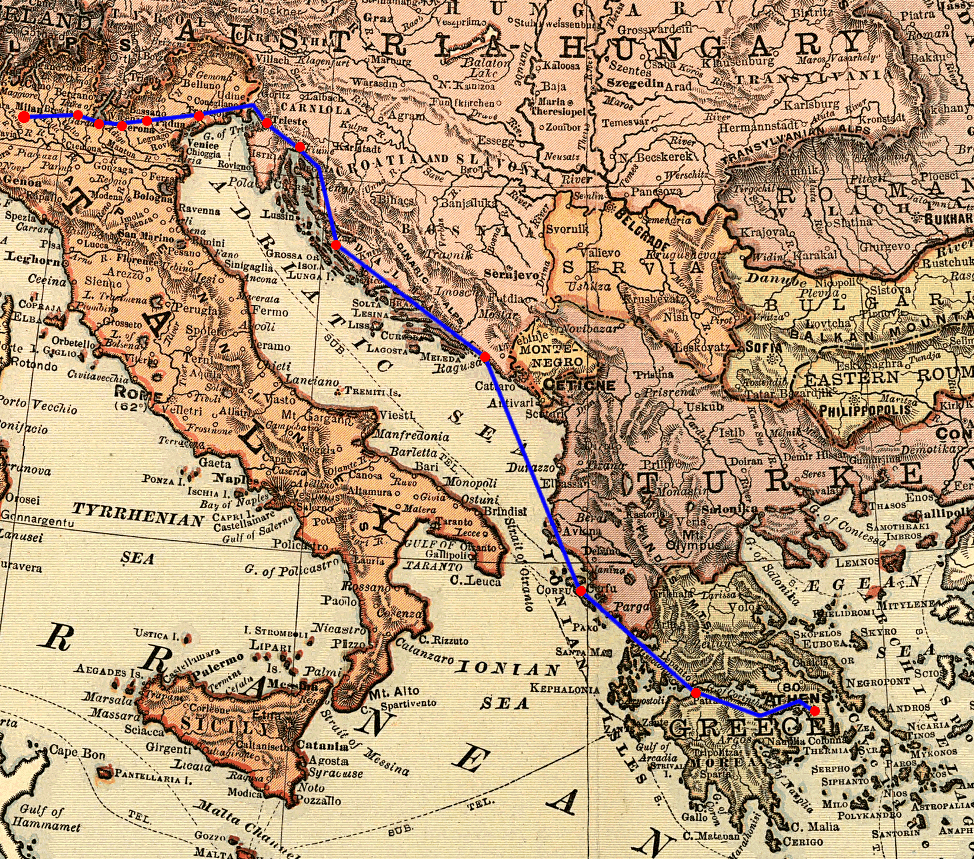
Viaggio di Airoldi a piedi da Milano ad Atene

Nel 1896, Airoldi tentò di partecipare alle Olimpiadi di Atene, con buone prospettive di vittoria. Tuttavia aveva bisogno di denaro per arrivare nella capitale greca. I fondi vennero cercati presso il direttore del giornale milanese La Bicicletta, uno dei più noti dell'epoca, cui Airoldi propose di partecipare economicamente al viaggio, che si sarebbe svolto a piedi attraverso l'Austria-Ungheria, l'Impero ottomano e la Grecia: si trattava di un viaggio avventuroso che avrebbe obbligato Airoldi a percorrere settanta chilometri al giorno per trovarsi in tempo nella capitale ellenica. Il giornale avrebbe documentato tutte le tappe del viaggio e avrebbe fornito il necessario supporto logistico.
Il giornale milanese accettò e il viaggio ebbe inizio il giorno 28 febbraio alle ore 16:00; prima di partire, Airoldi fece una corsa di riscaldamento di 5 km e venne visitato dal dottor Favari che lo trovò in «buone condizioni di polso e di respirazione». Le tappe da Milano a Spalato, passando per Trieste e Fiume, non presentarono particolari problemi oltre alla pioggia e alle strade dissestate coperte di fango. Airoldi era intenzionato a dirigersi lungo le coste dalmate per passare da Cattaro e poi da Corfù. A Spalato fece amicizia con un veneto, che, venuto a conoscenza del fatto che Airoldi era un corridore, gli propose di sfidare in una corsa il campione di Spalato. Vinse la sfida ma venne aggredito dagli scommettitori slavi, furiosi per la sconfitta.
Dopo queste vicende, Airoldi riprese il viaggio. Prima di giungere a Ragusa cadde e si ferì una mano, dopo essere stato costretto a trascorrere due notti all'aperto per non aver trovato ospitalità. Gli fu sconsigliato di attraversare l'Albania a piedi per giungere a Corfù perché c'era il rischio di incontrare dei briganti, oltre che per le pessime condizioni delle strade albanesi, per cui si imbarcò sul piroscafo Tebe del Lloyd austriaco che, dopo aver fatto scalo a Corfù, lo fece sbarcare a Patrasso, da dove raggiunse Atene a piedi, seguendo i binari della ferrovia in quanto non esisteva altra strada. Presso Eleusi Airoldi sbagliò strada, e fece 14 km inutilmente; decise quindi di pernottare a Eleusi. Il giorno successivo, il 31 marzo 1896, Airoldi percorse gli ultimi 22 km e arrivò ad Atene.

#### Il tentativo di iscrizione
Tuttavia, dopo questo viaggio avventuroso di ventotto giorni, Airoldi non poté partecipare alla maratona. Recatosi a Palazzo Reale per iscriversi ai Giochi, venne ricevuto dal principe Costantino, presidente del Comitato Olimpico. Qui venne alla luce il premio in denaro ricevuto grazie alla gara Milano-Barcellona, e Airoldi in base a ciò venne considerato un professionista e quindi non accettabile come atleta olimpico. A niente servirono i telegrammi giunti dall'Italia da parte di associazioni e comitati sportivi che tentarono di convincere il CIO che in Italia non esistevano corridori di professione: Airoldi non poteva partecipare. Non mancarono i dubbi circa la volontà da parte degli organizzatori di escludere un atleta così forte da una gara a cui i greci tenevano molto.
Nonostante non fosse iscritto alla maratona, Airoldi cercò di correrla lo stesso come non iscritto, nel tentativo di dimostrare di essere il migliore; tuttavia venne fermato da un giudice di gara prima del traguardo e passò una nottata in carcere.
Amareggiato per l'esclusione, Airoldi lanciò una sfida al vincitore della maratona, Spyridon Louis, che non fu mai raccolta.
Lovati, corrispondente de La Bicicletta, telegrafò da Atene la sera dell'11 aprile:
(La Bicicletta - anno III - n. 32 (244) - pag. 1 - sabato 11 aprile 1896)
Airoldi non accettò mai la decisione e scrisse su La Bicicletta:
Per un giovane che nulla possiede come me, all'infuori del coraggio e che ha quasi la certezza di arrivare primo è un bel dispiacere. Al Comitato feci valere le mie ragioni, dicendo che in Italia lo sport pedestre non è sviluppato abbastanza per poterlo fare di mestiere, e che il denaro che presi a Barcellona fu una regalia del Municipio, come si è fatto per il vincitore della Maratona, ma tutto fu inutile. [...]
Dopo tutto mi consolo perché a piedi vidi l'Austria, l'Ungheria, la Croazia, l'Erzegovina, la Dalmazia e la Grecia, la bella Grecia che lasciò in me un ricordo indelebile.
Mi consolo pensando agli allori riportati in Francia e Spagna, ma se per quel viaggio partii in giovedì per questo partii in venerdì e in Venere ed in Marte né si sposa né si parte.
Ora però tutto è finito e fra poco sarò a Milano.»
(Carlo Airoldi, La Bicicletta - anno III - n. 35 (247) - pag. 2 - sabato 18 aprile 1896)

### Gli ultimi anni

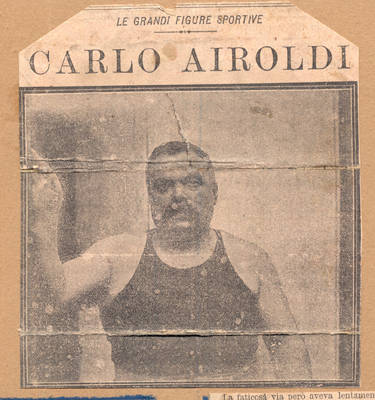
Una figurina di Carlo Airoldi

Al ritorno in patria Airoldi tentò di battere il record di Spyridōn Louīs: fissò come data del tentativo il 31 maggio 1896; la strada prescelta sarebbe stata quella da 12 chilometri al di là di Cassano d'Adda, al Rondò di Loreto. Il quotidiano "La bicicletta" decise di assegnare ad Airoldi, in caso di successo, una coppa d'argento. Tuttavia le strade furono rese impraticabili dal gelo e dalle piogge primaverili e così il tentativo venne inizialmente rimandato alla metà di giugno. Il tentativo di battere il record di Spyridon Louis non ebbe più luogo. Stando alle dichiarazioni dei familiari dell'atleta, Airoldi avrebbe poi fatto un tentativo per battere questo record percorrendo i 40 km in 2 ore e 44 minuti.
Continuò a gareggiare in Lombardia. Il 26 luglio 1896 corse la gara Melide-Lugano di 11 chilometri e a pochi metri dal traguardo mentre era in terza posizione si fermò per cedere il terzo posto al corridore dodicenne Luigi Lonardini. A quei tempi nacque una vera e propria rivalità tra Airoldi e un altro corridore, Gamba. I due si sfidarono nella notte tra il 5 e 6 giugno 1897 sul tratto Milano – Cernobbio – Punta Villa Pizzo – Milano. Airoldi, oltre a vincere la gara, era intenzionato a battere il record di Radaelli che aveva percorso il tragitto in circa 12 ore. Alla fine a vincere la sfida (e a battere il record di Radaelli) fu Gamba che tagliò per primo il traguardo in 9 ore e 13 minuti mentre, stando alle dichiarazioni di alcuni ciclisti, Airoldi si fermò a 30 km dal traguardo. Il 31 agosto 1897 partecipò al primo campionato pedestre italiano, arrivando secondo dietro a Cesare Ferrari; in quell'occasione fu tuttavia costretto a correre gli ultimi chilometri con una scarpa rotta.
Nel 1898 si trasferì in Svizzera per cercare lavoro. Prima della partenza, la società Libertas Torino per la quale era tesserato a partire dal dicembre 1896, gli conferì la fascia d'onore (che era in seta e con i colori sociali rosso e blu) che venne esposta a Torino per alcune settimane nella vetrina di un negozio in piazza Carlo Felice. Il 4 settembre 1898 a Zurigo gareggiò contro un cavallo correndo i 5.000 metri in 19:45. Nel 1899 partecipò alla Parigi-Marsiglia prima di trasferirsi a Berna, dove lavorò in un'azienda produttrice di biciclette. Il 16 settembre 1900 vinse la Friburgo-Berna.
In seguito, dopo una breve permanenza a Milano, si spostò in America latina a cercare fortuna. Qui, stando ad alcune fonti (come ad esempio il libro Storia dell'Atletica Italiana Maschile di Marco Martini), Airoldi si esibì, mentre era a Rio de Janeiro, a una prova di forza che consisteva nel trasportare un sacco di 450 kg per 100 m. Pare che a Porto Alegre rischiò di essere linciato dal pubblico per aver perso una sfida contro un cavallo. Rientrò in Italia nel 1902 e rimase nel mondo dello sport come organizzatore di gare e poi come dirigente di società sportive, l'ultima delle quali fu il Club ciclistico La Veloce di Legnano. Airoldi si sposò ed ebbe sei figli.
Morì per complicanze del diabete a Milano, il 10 giugno 1929.

## Nella cultura di massa
La vicenda di Airoldi ha affascinato storici e appassionati di sport.
Bruno Bonomelli, giornalista appassionato di atletica leggera, volle ripercorrere in auto il tragitto percorso a piedi dall'atleta milanese per giungere ad Atene.
Carlo Airoldi appare inoltre nell'opera in tre atti 1896 - Pheidippides... corri ancora! di Luca Belcastro.
Il rapper italiano Ted Bee gli ha dedicato una canzone nel 2019: Corri Carlo.